# 民主ビルマの声
民主ビルマの声 (Democratic Voice of Burmaor 略称:DVB)は、ノルウェーのオスロに本拠がある地下放送。

## 沿革
- 1992年7月、短波放送放送開始。
- 2005年5月28日、衛星放送（テレビ）を開始。
- 2011年、民主化の進展に伴い、ミャンマー国内で放送開始。
- 2021年3月、2021年ミャンマークーデターにより権力を掌握したミャンマー国軍により国内における放送免許がはく奪される。(インターネット放送は継続)[1]